# Babice (tvrziště)
Tvrziště v Babicích (někdy také Vlčí Hrad) je zaniklá tvrz a kulturní památka ve stejnojmenné obci v okrese Hradec Králové.

## Historie
Tvrz sloužila jako sídlo pánů z Babic, prvně zmiňovaných v roce 1363, kdy je Matěj z Babic připomínán jako patron kostela v Boharyni. Po něm jsou roku 1391 připomínáni na Babicích snad jeho synové Michlik a Matěj, řečený House. Právě Matěj se zhruba roku 1407 vykoupil z Babic. V roce 1414 drželi babický statek farář Zdislav z Kratinoh a bratři Pešíkové z Babic. Během husitských válek ves zpustla a byla přikoupena k panství Nechanice. Před rokem 1541 přešla do vlastnictví Pernštejnů, a ti ji připojili k panství chlumeckému. Chlumecký urbář ji v roce 1571 označuje jako „ves znovu vyzdviženou“.

## Popis
Z tvrze se nedochovalo téměř nic. Nachází se na mírném pahorku obehnaném příkopem, který přechází do valu. Na tvrzišti bylo nalezeno drtidlo a zlomky tuhové keramiky, pravděpodobně středověké. V roce 1894 se zde údajně našly též „nádoby s popelem.“